# Ollezy
Ollezy ist eine französische Gemeinde mit 169 Einwohnern (Stand 1. Januar 2022) im Département Aisne in der Region Hauts-de-France (vor 2016 Picardie). Sie gehört zum Arrondissement Saint-Quentin, zum Kanton Ribemont und zum Gemeindeverband Saint-Quentinois.

## Geographie
Die Gemeinde Ollezy liegt 19 Kilometer südwestlich von Saint-Quentin. An der nördlichen Gemeindegrenze verläuft die Somme. Nachbargemeinden von Ollezy sind Saint-Simon im Nordosten, Annois im Osten, Cugny im Süden, Sommette-Eaucourt im Westen sowie Dury im Nordwesten.

## Bevölkerungsentwicklung
| Jahr                       | 1962 | 1968 | 1975 | 1982 | 1990 | 1999 | 2009 | 2018 |
| Einwohner                  | 169  | 162  | 161  | 163  | 151  | 158  | 166  | 180  |
| Quellen: Cassini und INSEE |      |      |      |      |      |      |      |      |

## Sehenswürdigkeiten

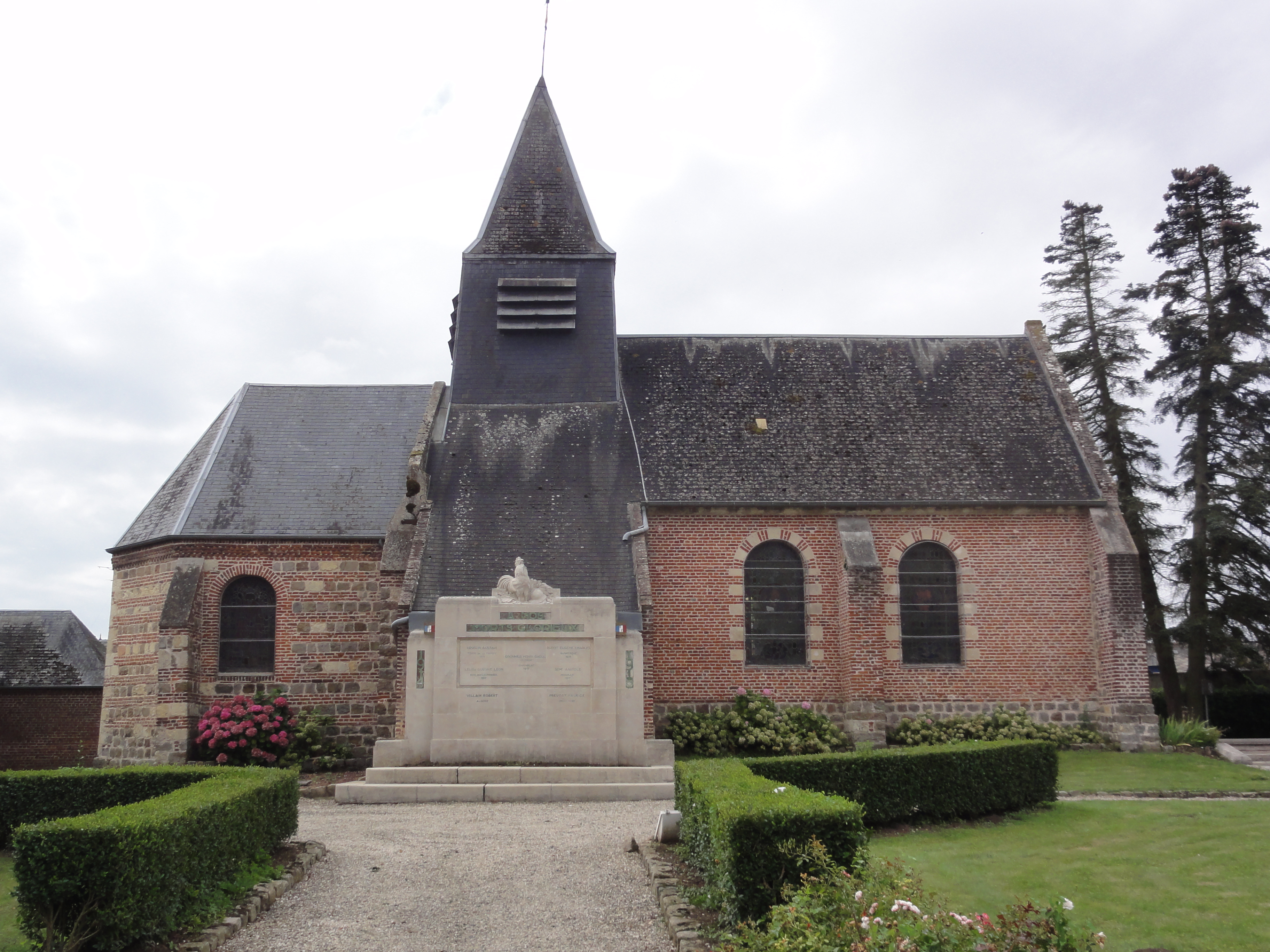
Kirche Saint-Germain
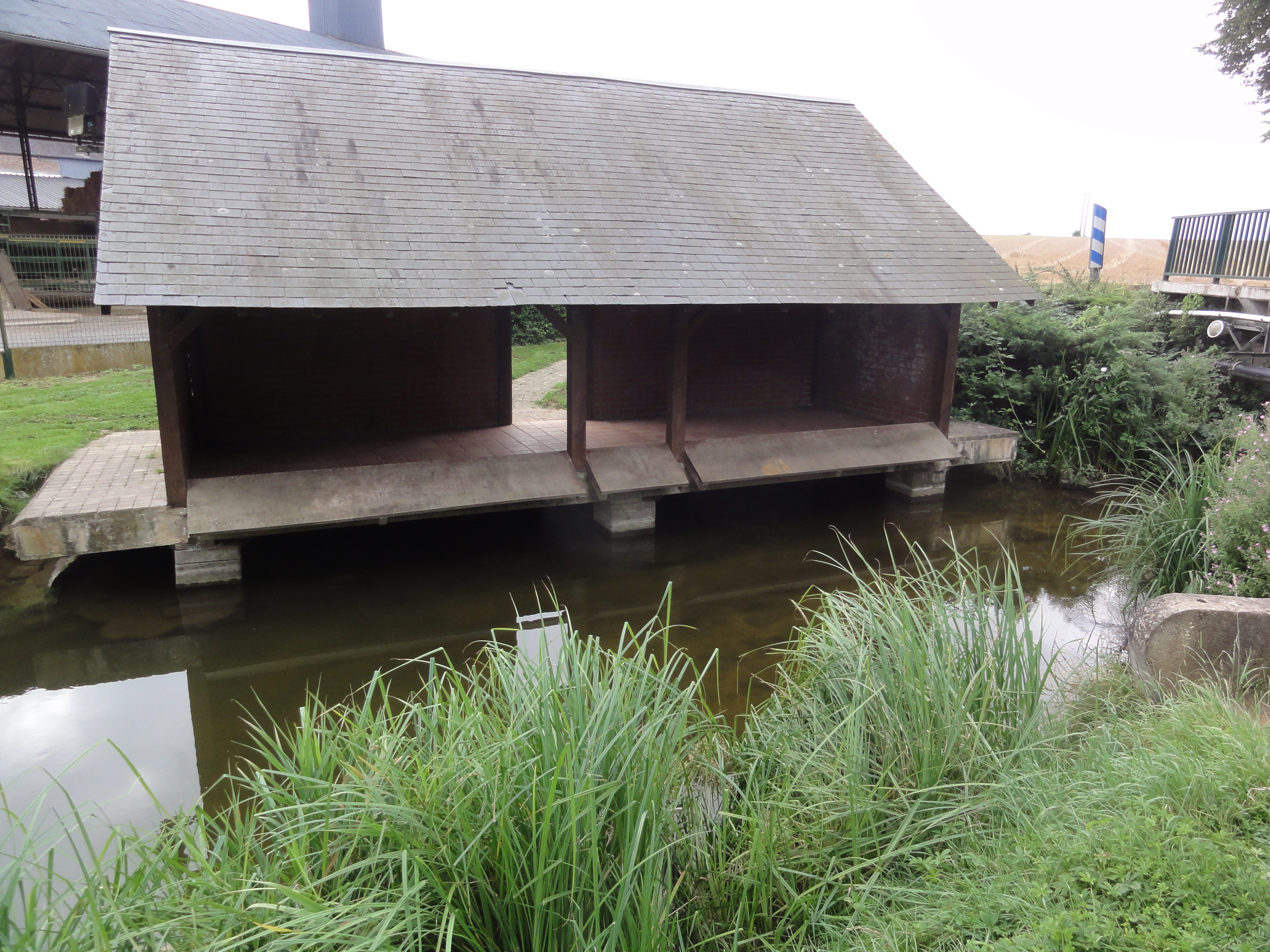
Lavoir
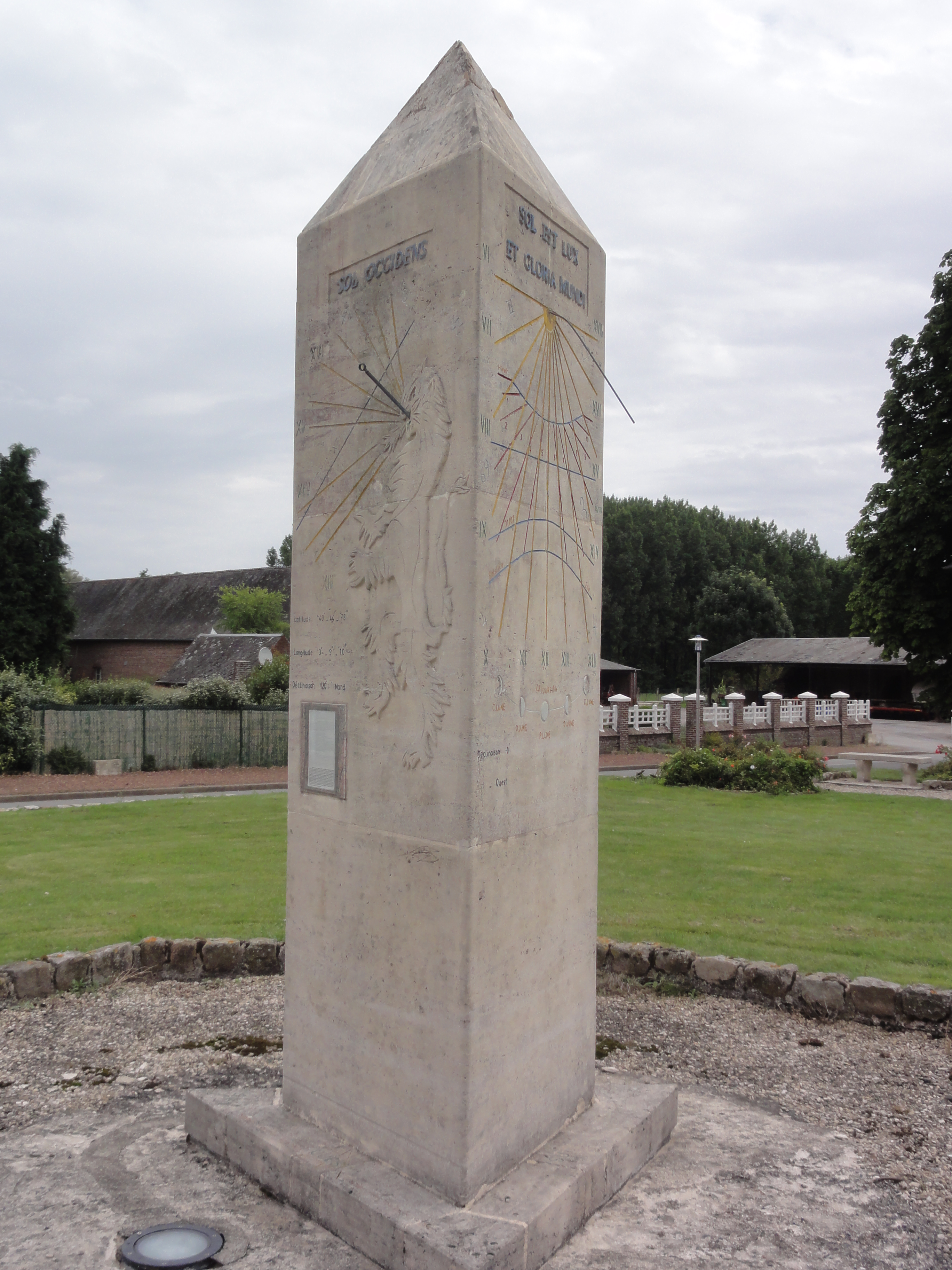
Sonnenuhr
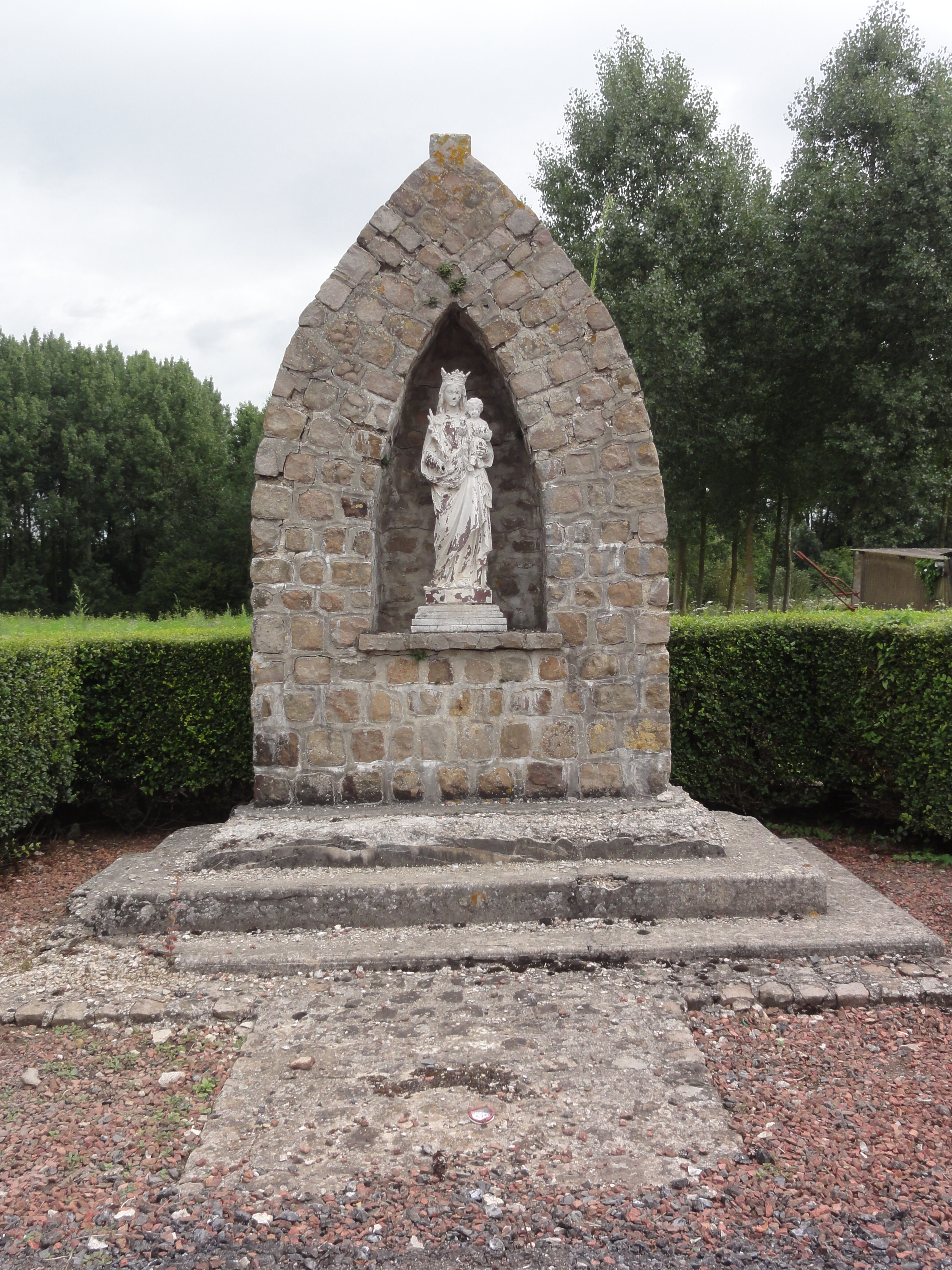
Oratorium
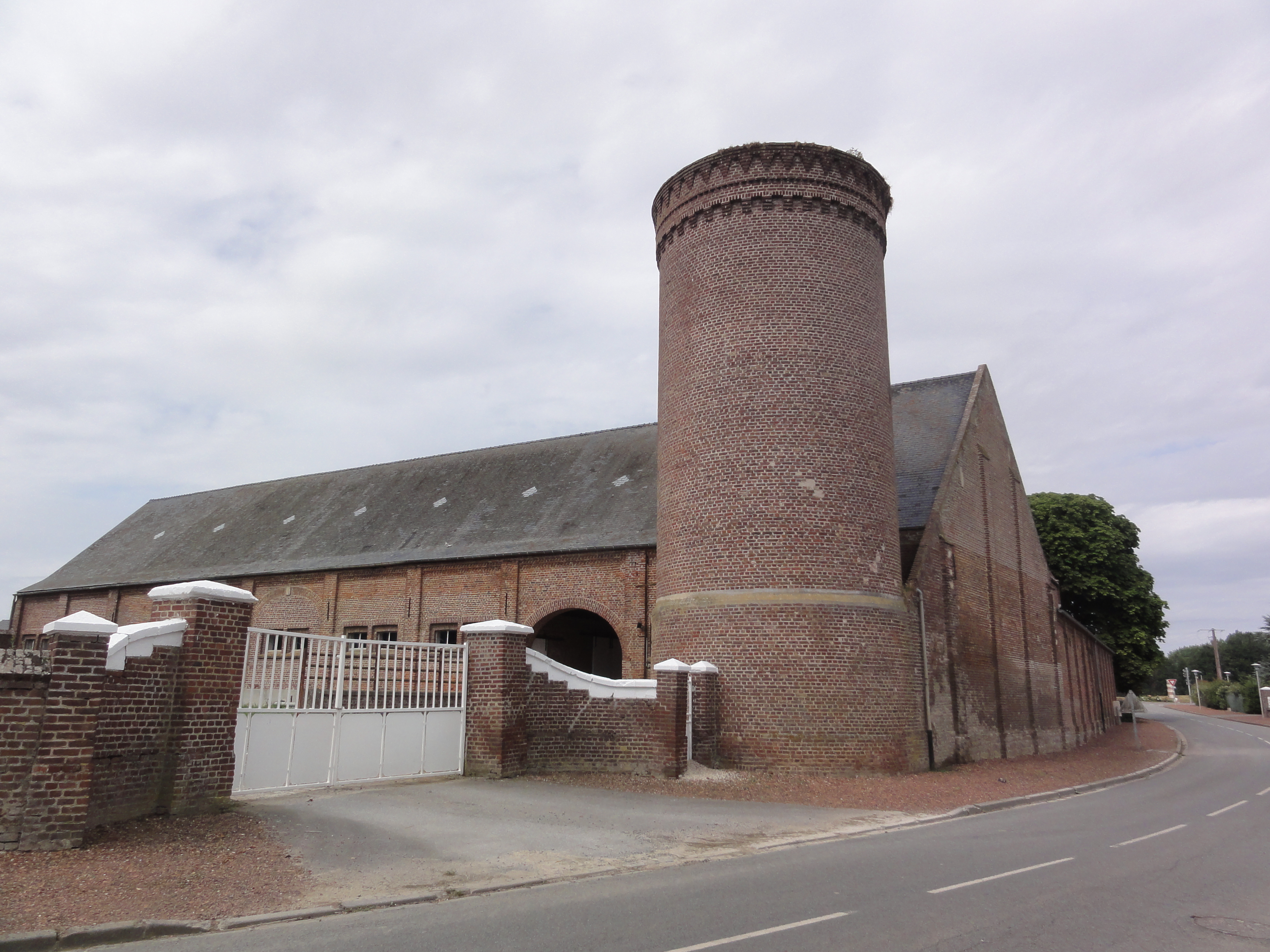
Turm des Herrenhauses
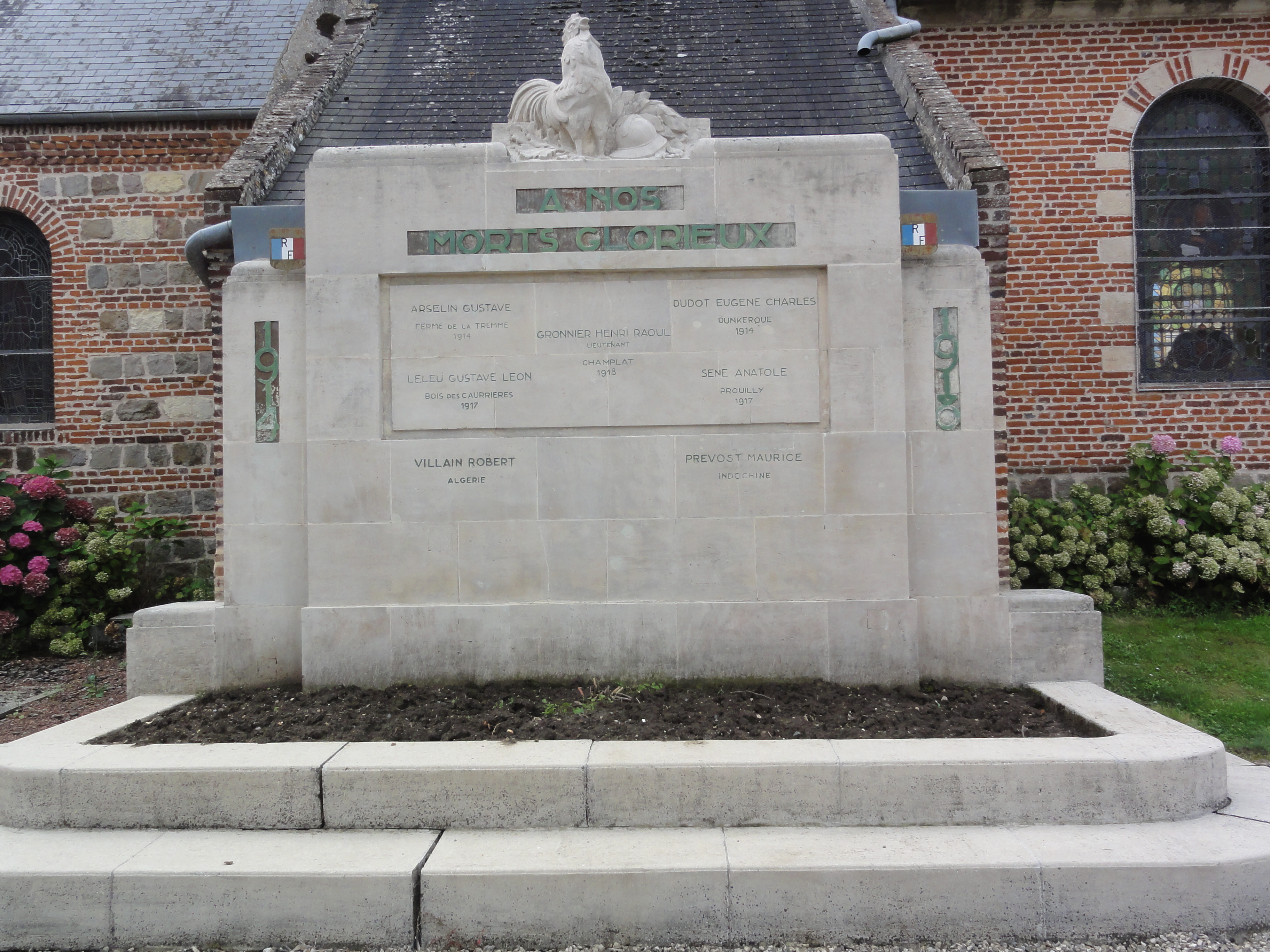
Gefallenendenkmal

- ehemaliges öffentliches Waschhaus (Lavoir)
- Herrenhaus

- Kirche Saint-Germain
- Lavoir
- Sonnenuhr
- Oratorium
- Turm des Herrenhauses
- Gefallenendenkmal